# Jöns Falster
Jöns Falster var en dansk fogde på Örebro hus som insattes av den nytillträdde kungen Hans 1497. Han hade rykte om sig att vara grym och dömde sina undersåtar till hårda straff "mer av hat än rätt".
Jöns Falster deltog i kriget i Ditmarsken och i det katastrofala slaget vid Hemmingstedt år 1500. Han undkom dock och återvände till Sverige, där han försökt tona ner den danska krigsförlusten bland annat genom resor till Värmland och Närke, under vilka han försökte förmå bönderna att svära kungen trohet. Ett samtal med Sten Sture den yngre ska även ha ägt rum för att tona ner läget ytterligare. När kung Hans senare kom till Sverige var klagomålen mot Jöns Falster ämne för ett rådsmöte i Vadstena 30 januari 1501. Han skulle bland annat ha dömt Sten Stures tjänare Hans Pletting till galgen utan rannsakning år 1499. 
När Örebro hus intogs 1501 under avsättningskriget mot kung Hans fördes han till Arboga, där han blev ihjälslagen av hatfyllda stadsbor. Flera av de utländska fogdarna under unionstiden var illa omtyckta och bidrog till att herrarna fick folkligt stöd för att bryta Sverige ur Kalmarunionen.